# Mônica Nador
Mônica Panizza Nador (Ribeirão Preto, 1955) é uma pintora, desenhista e gravadora brasileira. Foi galardoada com o Prêmio Montblanc de Cultura, pela Fundação Cultural Montblanc em 2018.

## Biografia
Formou-se na Faculdade de Artes Plásticas da Fundação Armando Alvares Penteado (FAAP), São Paulo, em 1983. Dois anos depois, frequentava o curso de gravura planográfica com Regina Silveira (1985) na Escola de Comunicações e Artes da Universidade de São Paulo (ECA/USP). Realizou a sua primeira exposição individual no Museu de Arte Contemporânea da Universidade de São Paulo (MAC/USP) em 1983. Em 1994, recebe uma bolsa de estudos da Mid-America Alliance e viaja para os Estados Unidos. De volta ao Brasil, recebe em 1999, a Bolsa Vitae de Artes, na área de artes visuais com o projeto Paredes Pinturas. Neste mesmo ano, desenvolve em conjunto com os moradores da Vila Rhodia, em São José dos Campos, em São Paulo, o projeto Paredes Pintadas, que consiste na criação de desenhos em máscaras de acetato que são pintados nas casas do bairro. No ano seguinte obtém o título de mestre pela ECA/USP, com a dissertação Paredes Pinturas, sob a orientação de Regina Silveira. 
Desde 1996, a artista Mônica Nador realiza um trabalho que deu à sua pintura uma nova dimensão: abandonou a produção no ateliê protegido e distante do mundo para colorir as paredes de casas modestas da periferia. Não se tratou de um ato paternalista. Nador ensinou aos moradores dessas casas como utilizar técnicas como o estêncil (máscaras de papel que permitem pintura seriada), tendo como motivos temas simples, de objetos de cozinha a animais ou plantas. Essa proposta ganhou maior consistência quando a artista implantou o Jardim Miriam Arte Clube (JAMAC), em 2004, uma associação na periferia localizada no bairro do Jardim Miriam, na zona sul da cidade, onde, além da pintura, passou a promover debates sobre arte e cidadania. A exposição em cartaz na galeria Luciana Brito, "Cubo Cor - Mônica Nador [Autoria Compartilhada]", é uma síntese dessa proposta. Na sala principal da galeria, a artista e os membros do JAMAC usaram as paredes como suporte, da mesma maneira como pintam as casas. Em outros espaços, há trabalhos sobre papel e sobre tela. Em todos eles, a repetição de motivos e o uso elegante de cores é a tônica. Tal qual a famosa capela do expressionista abstrato Mark Rothko (1903-1970), em Houston, o espaço da galeria ganha contornos metafísicos, sustentados no uso de cores. Finda a mostra, no entanto, as paredes novamente retornarão ao branco. Com isso, Nador alia a tradição da pintura a um exercício colaborativo e conceitual, que coloca em prática a máxima pregada pelo radical Joseph Beuys: "Todo mundo é um artista". Num circuito dominado por valores comerciais um tanto discutíveis, a obra de Nador segue dando sentido à produção da arte. Junto com a mostra de tecidos, painéis e paredes estampados com a técnica do estêncil, que está na Luciana Brito Galeria, em São Paulo, a artista democratiza sua arte ao oferecer oficinas de estêncil.

### Trabalhos sociais
Após oito anos morando no Jardim Miriam, e transformando o JAMAC em um “ponto de cultura”, como ela define, ao realizar eventos culturais, filosóficos, mostras de cinema e sobretudo multiplicando a técnica do estêncil na comunidade, Mônica acredita ter conseguido mudar muita coisa por ali. “Os militantes do bairro já entendem que, além de educação e saúde, cultura também é um direito, que serve para as pessoas criarem redes de sociabilidade”, acredita.
Uma de suas frustrações, entretanto, é o fato de até agora não ter conseguido levar ao bairro seu projeto Paredes Pinturas, como o que fez em 2009, no Jardim Santo André, em Santo André. Ali, muros e paredes das casas ganharam vida nova com as pinturas em estêncil de Mônica Nador, muitas feitas pela própria comunidade, em uma criação coletiva. Aliás, uma das principais propostas da artista: “No caso do Jardim Miriam, tentei patrocínio pela Lei Rouanet por três anos, sem sucesso. Não sei onde está o dinheiro, onde está o segredo da captação do dinheiro. Ainda não consegui descobrir”, lamenta. “E tenho de fazer isso para morrer em paz.”
Credenciais para utilizar dinheiro público com o objetivo de democratizar a cultura não faltam à artista, que, além do trabalho do JAMAC e do Jardim Santo André, já ensinou a técnica do estêncil na Bienal de Havana, em Cuba, e, no ano passado, coordenou a criação coletiva de arte com estêncil, com várias oficinas, no Pavilhão das Culturas Brasileiras, no Parque do Ibirapuera, na capital paulista. De todo modo, talvez “em um dia de muito cansaço”, ao responder sobre o legado que pretende deixar à comunidade do Jardim Miriam, ela pausa as palavras, refletindo sobre cada uma delas: “Legado… É difícil… Tem um monte de coisas boas que já aconteceram por aqui… Mas também sinto que a tarefa seja muito maior do que a minha capacidade e isso cansa. É tudo lento, os recursos eu consigo muitas vezes do meu próprio bolso e falta principalmente educação para o povo, o que é desanimador… Mas eu inventei essa coisa de distribuir renda e tenho de segurar essa onda. Em compensação, com meu trabalho já tirei muita gente da depressão.”

### Comentário crítico
Em pinturas do início da década de 1980, Mônica Nador produz telas de grandes dimensões, nas quais apresenta listras que se justapõem umas às outras sobre o campo da tela, empregando constantemente tons rebaixados. O observador percebe pequenas nesgas de luz na trama escura das tintas, provenientes do branco do tecido, que a artista deixa à mostra algumas vezes. Assim, explora não apenas as relações entre áreas de cor, mas também um jogo de relações entre figura e fundo. A partir da metade dessa década, sua paleta se amplia e se aclara. A artista passa a acoplar, às suas telas, outras telas (mais claras, com listras mais esgarçadas), criando espaços ilusórios e discutindo procedimentos e possibilidades da pintura.
Como nota o historiador da arte Tadeu Chiarelli, Mônica Nador passa a trabalhar a cor como espaço, em telas que apresentam, além das pinceladas livres, áreas intensamente ornamentadas com arabescos, como na série Para Orar (1989). Nas obras dessa época, passa a evocar um sentido místico para a arte. Já em Mergulhe (1991) e outras obras da década de 1990, emprega a palavra como sugestão de caminho pelo qual o observador alcança a fruição da obra de arte.
A partir de 1999, Mônica Nador praticamente abandona a produção de trabalhos de arte tradicionais e se volta para a produção de grandes pinturas murais, em comunidades carentes, onde passa a residir. Desenvolve pinturas em fachadas de residências, em trabalho conjunto com seus moradores, partindo de motivos decorativos. A artista obtém grande motivação da população, partindo da transformação da realidade do lugar, e explorando o potencial transformador da arte, como no projeto Paredes Pinturas, realizado em São José dos Campos, São Paulo.

## Principais exposições
- Desenhos, no Museu de Arte Contemporânea da Universidade de São Paulo - 1983 - São Paulo
- Individual, na Galeria Luisa Strina - 1987 - São Paulo
- Individual, na Galeria Luisa Strina - 1988 - São Paulo
- Arte Engajada, na Galeria Casa Triângulo - 1990 - São Paulo
- Individual, na School's of Art Gallery, Universidade do Norte de Illinois (em colaboração com James Lax) - 1994 - DeKalb (Estados  Unidos)
- Individual, na Nexus Foundation for Today's Art (em colaboração com James Lax) - 1994 - Filadélfia (Estados Unidos)
- Individual, na Galeria Luisa Strina - 1994 - São Paulo
- Individual, na Casa Thomas Jefferson (em colaboração com James Lax) - 1995 - Brasília
- Individual, na Fundação Cultural de Curitiba (em colaboração com James Lax) - 1995 - Curitiba
- Individual, no Centro Cultural São Paulo (em colaboração com James Lax) - 1995 - São Paulo
- Parede para Nelson Leirner, no Museu de Arte Moderna de São Paulo - 1996 - São Paulo
- Observações Sobre o Espaço e o Tempo, na Universidade Cruzeiro do Sul - 2003 - São Paulo.